# Катраус
Катраус (крим. Qatrauz) — історична місцевість Сімферополя, в Залізничному районі міста.
Краєзнавець Ігор Бєлянський виводив назву від кримськотатарського qatran — «дьоготь», «смола» та avuz — «вустя».

## Опис
Місцевість у гирлі Малого Салгира; з урахуванням перепланування русла зараз зайнята забудовою п'ятиповерхівками та частиною Гагарінського парку зі ставками і Вічним вогнем.
Обмежується з півдня річкою Салгир і вулицею Толстого, з заходу вулицею Гагаріна, з півночі 6-ю міською лікарнею та забудовою Москільця, зі сходу Київською вулицею.
Основні вулиці: Набережна, Семашка, Алея Дружби.
Також тут знаходиться Середня школа № 27 та кінотеатр «Космос».
Історично це була болотиста місцевість в міжріччі, оскільки Малий Салгир впадав у Салгир північніше, в районі Жигуліного гаю.
В районі сучасного «вічного вогню» розташовувалося селище з одноповерховими будівлями, що значилися за адресою вулиця Набережна № 69, 71, 73.
У 1960-ті роки починається забудова зі сторони вулиці Гагаріна, а на більшій частині території з'являється Гагарінський парк.